# ساندرا سميث (صحفية)
ساندرا سميث (بالإنجليزية: Sandra Smith)‏ هي صحفية أمريكية، ولدت في 27 يونيو 1980 في شيكاغو في الولايات المتحدة.